# ÍF Grótta
Íþróttafélagið Grótta ist ein isländischer Sportverein aus Seltjarnarnes. Die Fußballmannschaft des Klubs spielte zeitweise in der Besta deild.

## Geschichte
ÍF Grótta wurde 1967 als Fußballverein gegründet, später stießen mit unter anderem Handball, Basketball und Leichtathletik weitere Sportarten hinzu. Zunächst traten die Fußballer unterklassig an, nahmen aber zeitweise am isländischen Landespokal teil. Nachdem die Mannschaft 2007 den Sprung in die drittklassige 2. deild karla geschafft hatte, stieg sie drei Jahre später in die 1. deild karla auf. In der Spielzeit 2011 verpasste sie punktgleich mit Leiknir Reykjavík aufgrund der schlechteren Tordifferenz den Klassenerhalt. In der Zweitligaspielzeit 2015 verpasste sie als Aufsteiger den Klassenerhalt und wechselte in der Folge zwischen zweitem und drittem Spielniveau. Als Aufsteiger gewann die Mannschaft in der Spielzeit 2019 die Zweitligameisterschaft, war aber in der von der COVID-19-Pandemie überlagerten und vorzeitig abgebrochenen Erstligasaison 2020 chancenlos und stieg gemeinsam mit Mitaufsteiger Ungmennafélagið Fjölnir direkt wieder ab. Anschließend etablierte sich der Klub zeitweise auf der zweiten Spielebene, in der Spielzeit 2022 wurde als Tabellendritter der Wiederaufstieg in die erste Liga verpasst. Am Ende der Spielzeit 2024 belegte er nur einen Abstiegsplatz.
Die Handballfrauen etablierten sich Mitte der 2010er Jahre in der Spitze das nationalen Handballs. Dabei gewannen sie 2015 und 2016 den Meistertitel in der Úrvalsdeild kvenna, zudem wurde 2015 der nationale Pokal gewonnen.